# Armenia (bateau)
Pour les articles homonymes, voir Armenia.
L’Armenia est un navire-hôpital de la flotte soviétique. Il a coulé le 7 novembre 1941 en mer Noire, touché par la torpille d'un He-111 allemand, en seulement 4 minutes. Les passagers étaient essentiellement des soldats blessés, dont environ 2 000 qui n'étaient pas enregistrés à bord. Le nombre de victimes est estimé à 7 000. On ne compte que 8 survivants à la catastrophe. L'épave repose aujourd'hui à près de 472 mètres de profondeur.

## Source
- Fiche de l’Armenia sur maritimedisasters